# Graffenrieda trichanthera
Espèce
Statut de conservation UICN

 VU (needs udapting) D2 : Vulnérable
Graffenrieda trichanthera est une espèce de plantes à fleurs du genre Graffenrieda de la famille des Melastomataceae endémique du Pérou.